# Пашаев, Осман Серверович
Осман Серверович Пашаев (крымскотат. Osman Paşayev, укр. Осман Серверович Пашаєв; р. 23 января 1977 в Ангрене) — украинский и крымскотатарский тележурналист. Председатель профсоюза «Медиафронт» (с декабря 2009 года до марта 2011 года, официально до сих пор занимает эту должность).

## Биография
Родился в Узбекистане. С 1980 года проживал в Геническе Херсонской области. С родителями вернулся в Крым в 1989 году. Окончил Крымский факультет Киевского экономического университета им. Гетьмана по специальности «аудит и бухгалтерский учёт».
Со студенческих времен работает на телевидении. Начинал ведущим прямых эфиров студии вещания на крымскотатарском языке ГТРК «Крым». После окончания школы новостей «Интерньюс» в Киеве начал работать репортером в студии «12 минут новостей» ГТРК «Крым». С 2001 года проживал в Киеве. Работал в программе «Вікна» канала СТБ, новостях канала «Интер», на 5-м канале, на НТН, 2006—2010 годах — снова в СТБ. С 2011 года специальный корреспондент на TVi. С 1 августа 2011 работал руководителем информационной службы крымскотатарского телеканала АТР в Симферополе. 14 декабря 2009 Османа Пашаева избрали председателем профсоюза «Медиафронт», который объединял 158 работников четырёх общенациональных украинских телеканалов, где были созданы первичные ячейки профсоюза: СТБ, «1+1», ТРК «Украина», ТОНИС.
Осман Пашаев сделал несколько журналистских расследований: 2007 году он нашел, за чей счет отдыхал в России тогдашний глава правительства Виктор Янукович. В июне 2008 нашел Валентину Семенюк в турецком отеле, хотя официально она была на больничном. В декабре 2009 года после публичной просьбы президента Виктора Ющенко в Белой Церкви подарил ему породистого котенка. Также расследовал имущественные аппетиты клана В. Януковича[значимость факта?].
С первого августа 2011 года возглавил информационное вещание на первом крымскотатарском телеканале ATR. В мае 2014 во время съемок 70-й годовщины депортации крымских татар с коллегой подвергся нападению со стороны представителей Самообороны Крыма, в частности Армена Мартояна, а затем был допрошен в Следственном комитете. «Самооборона» Крыма по словам Пашаева похитила часть техники и деньги, а в следственном комитете в помещении Центрального районного отдела МВД Симферополя на ул. Футболистов, 33 оставили в качестве вещественных доказательств технику съемочной группы. Адвокаты Тейфук Гафаров и Эмиль Курбединов приехали для оказания правовой помощи, но Пашаев отказался покидать помещение до принятия заявления о преступлении. 19 мая 2014 он покинул Крым и написал заявление о преступлении в Киеве, в Шевченковском райотделе милиции. В конце мая решил покинуть Украину.
После этого переехал в Турцию. Шеф бюро ATR в Турции. До ноября 2014 года жил в Стамбуле. В октябре 2014-го под влиянием Евгения Глибовицкого покинул Стамбул и попросился на работу к Зурабу Аласания на государственный телеканал НТКУ. Недостаток опыта, знаний и навыков привели к его увольнению по собственному желанию с канала в марте 2015-го. Поработал два месяца на Общественном ТВ, дождался переезда телеканала ATR на украинском материк и попросился на работу к Ленуру Ислямову. Летом 2017 года из-за разногласий с новыми менеджерами ATR с руководящей должности в ATR, оставшись ведущим. Под влиянием Майкла Щура (Роман Винтонив) вновь перешел на работу к Зурабу Аласания на ПАО НСТУ.